# Brahms: The Boy II
Brahms: The Boy II er en amerikansk film fra 2020, instrueret af William Brent Bell.

## Medvirkende
- Katie Holmes som Liza
- Owain Yeoman som Sean
- Christopher Convery som Jude
- Ralph Ineson som Joseph
- Anjali Jay som Dr. Lawrence
- Oliver Rice som Liam